# ماريا أرواخو
ماريا أرواخو (بالإسبانية: María Araújo)‏ (1 أغسطس 1997 بفيغو في إسبانيا - ) هي لاعبة كرة سلة إسبانية في مركز هجوم صغير الجسم.

## وصلات خارجية
- ماريا أرواخو على موقع الاتحاد الدولي لكرة السلة (الإنجليزية)
- ماريا أرواخو على موقع بروبوليرز (الإنجليزية)
- ماريا أرواخو على موقع اللجنة الأولمبية الدولية (الإنجليزية)